# Khaniadhana (stato)
Lo Stato di Khaniadhana fu uno stato principesco del subcontinente indiano, avente per capitale la città di Khaniadhana.

## Storia
Nel 1724, raja Udot Singh dello Stato di Orchha garantì Khaniadhana ed altri villaggi a suo figlio Amar Singh. Quando i maratha divennero la potenza dominante nel Bundelkhand, il pascià garantì ad Amar Singh un sanad nel 1751 confermandolo de facto come regnante locale. Dopo questo periodo, la sovranità sullo stato venne disputata tra Orchha e lo stato maratha di Jhansi che si succedette al governo dell'Impero maratha. Quando lo Stato di Jhansi collassò nel 1854 nelle mani degli inglesi, lo jagirdar di Khanadhiana ottenne un'indipendenza assoluta. La situazione venne decisa solo nel 1862 quando Khaniadhana venne dichiarato direttamente dipendente dal governo britannico in quanto successore dello stato di Jhansi a sua volta successore dei pascià. Lo stato fu uno dei membri costituenti originali della Camera dei Principi istituita nel 1920.
Nel 1948, lo stato di Khaniadhana entrò a far parte dell'Unione Indiana e circa metà del territorio di Khaniadhana (27 
villaggi) vennero inclusi nel Distretto di Shivpuri dello stato di Madhya Bharat mentre l'altra metà (28 villaggi) vennero inclusi nel Vindhya Pradesh., che oggi sono parte del Madhya Pradesh.

## Governanti
La famiglia regnante ebbe il titolo di raja dal 1911.

### Rao
- 1724–17. .   Amar Singh
- 1760–1869     Successione sconosciuta
- 1869–1909     Chitra Singh
- 1909–1911     Khalak Singh

### Raja
- 1911–1938     Khalak Singh
- 1938–1948     Davendra Pratap Singh
- 1948~today     Bhanu Pratap Singh